# Červená Hora
Červená Hora (deutsch Rothenburg) ist eine Gemeinde in Tschechien. Sie liegt vier Kilometer südwestlich von Červený Kostelec am Fluss Aupa und gehört zum Okres Náchod.

## Geographie
Červená Hora befindet sich linksseitig der Aupa, die hier das Babiččino údolí (Großmuttertal) bildet, auf einer Hochfläche. Westlich des Dorfes liegen auf einem Felssporn über einer Flussschleife der Aupa die Reste der Burg Červená Hora.
Nachbarorte sind Boušín und Mstětín im Norden, Olešnice u Červeného Kostelce im Nordosten, Všeliby im Südosten, Žernov und Rýzmburk im Süden, Světlá im Südwesten sowie Litoboř und Slatina nad Úpou im Westen.

## Geschichte
In der zweiten Hälfte des 13. Jahrhunderts entstand über dem Tal der Aupa die Rothenburg, die das Mittelglied der Burgendreierkette aus Riesenburg und Wiesenburg bildete. Zwischen 1291 und 1295 gehörte die Burg dem Landrichter Sezema von Červená Hora. Die auf dem Plateau östlich der Burg entstandene Ansiedlung bildete den wirtschaftlichen Grundstock der Burgherrschaft.
1406 erwarb Hynko von Dubá Červená Hora. Der Katholik und Gefolgsmann Kaiser Sigismunds kämpfte in den Hussitenkriegen gegen die Aufständischen. Hynko von Dubá erhob Červená Hora zum Markt. Am 8. Juni 1427 nahmen die Hussiten die Rothenburg ein und zerstörten sie. Seit dieser Zeit blieb sie eine Ruine.
Červená Hora wurde Teil der Herrschaft Riesenburg, die 1601 Siegmund Smiřický von Smiřice für sein Mündel, den elfjährigen Albrecht Václav Smiřický, erwarb und an die Herrschaft Nachod anschloss. Während der Herrschaft des Peter von Biron erhielt Červená Hora eine neue Schule.
Nach der Ablösung der Patrimonialherrschaften wurde Červená Hora 1848 zur selbständigen Gemeinde. 1961 erfolgte die Eingemeindung nach Žernov, die bis 1990 andauerte.

## Sehenswürdigkeiten

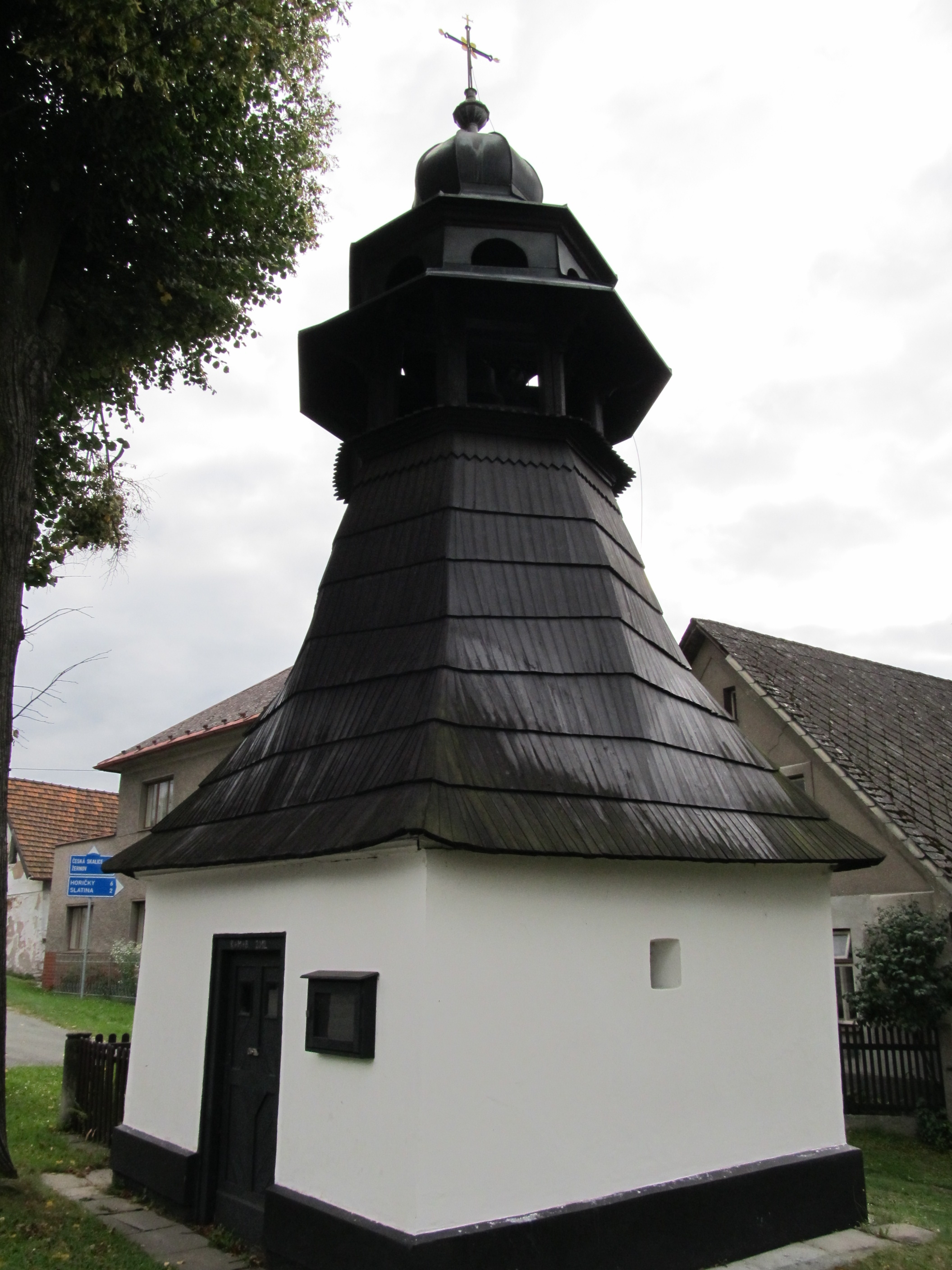
Kapelle der Jungfrau Maria

- Kapelle der Jungfrau Maria, mit Glockenturm, erbaut 1730, im Jahre 2002 saniert
- Reste der Burg Červená Hora
- Babiččino údolí (Großmuttertal)
- Kirche von Boušín
- Boušíner Kapelle, über dem Aupatal gelegen